# Volker Bergmeister
Volker Bergmeister (* 24. Juli 1959 in Pfaffenhofen an der Ilm) ist ein deutscher Journalist und Autor. Er arbeitet freiberuflich, meist als TV-Kritiker.

## Leben
Volker Bergmeister ist in Pfaffenhofen aufgewachsen und studierte Kommunikationswissenschaft, Politikwissenschaft und Volkswirtschaft an der Ludwig-Maximilian-Universität München (LMU). Seine Magisterarbeit schrieb er über „Kabarett und Satire im öffentlich-rechtlichen Fernsehen – am Beispiel der Reihe Scheibenwischer“. Er arbeitete 30 Jahre als Redakteur für den Gong Verlag. Seit 2016 ist er ausschließlich als freiberuflicher Medienjournalist und TV-Kritiker tätig, schreibt derzeit regelmäßig für das Internetportal tittelbach.tv und Zeitschriften (u. a. TV Spielfilm). Ferner hat er eine feste Kolumne im  Magazin „Quer 19“, für das er auch Reportagen und Interviews liefert.

## Jurorentätigkeit
Von 1991 bis 2015 war er regelmäßig Mitglied der Nominierungskommissionen und Jurys für den Grimme-Preis. Er war häufig deren Vorsitzender und moderierte für das Grimme-Institut über viele Jahre auch Diskussions-Veranstaltungen wie die Marler Tage der Medienkultur (2006/2013), Grimme trifft die Branche (bis 2013) oder TV: Tour de Ruhr (2010). Von 2007 bis 2009 war er Mitglied der Jury für den Hessischen Fernsehpreis.
Aktuell ist er zuständig für die Vorauswahl für den Fernsehfilmpreis der Deutschen Akademie der Darstellenden Künste sowie festes Mitglied der Nominierungskommission für den Robert-Geisendörfer-Preis (Medienpreis der Evangelischen Kirche), Kategorie Allgemeine Programme. 
Beim Internationalen Filmfest Emden – Norderney leitet er seit 2014 die Jury für den Creative Energy Award. Zudem moderiert er bei dem Festival den Film-Tee-Talk in der Henri-Nannen-Kunsthalle, führt Gespräche mit Filmemachern im Kino und arbeitet bei der Programmauswahl mit. 
Seit 2018 gehört er  der Jury für den Ehrenpreis der TeleVisionale (ehemals Hans-Abich-Preis) an. 
2021 war er Juror beim FernsehfilmFestival in Baden-Baden.  
Seit 2018 arbeitet er auch als Prüfer für die Freiwillige Selbstkontrolle Fernsehen (FSF). 

## Sonstiges
Seit gut 40 Jahren ist Volker Bergmeister auch als Kabarettist tätig. Er spielt aktuell im Ensemble Stachelbär, trat viele Jahre gemeinsam mit Michael Eberle im Stachelbär-Duo Bergmeister/Eberle auf vielen Bühnen der Republik auf (u. a. Münchner Lach- und Schießgesellschaft, Lustspielhaus, Theater Fifty-Fifty, Nürnberger Burgtheater, Mainzer unterhaus, Bockshorn Würzburg), war im Radio (BR-„Brettlspitzen“) zu hören und trat im Fernsehen auf (mehrmals in „Ottis Schlachthof“, München, sowie „Satirefest“, Berlin). 
Er ist Kulturförderpreisträger der Stadt Pfaffenhofen und spielt einmal im Jahr in seiner Heimatstadt auch noch bei einer lokalen Kabarettproduktion mit den Stachelbären mit. 
2022 feierte er mit den Stachelbären das 40-jährige Bestehen des Kabarett-Ensembles mit einem Jubiläumsprogramm.
Als Buchautor hat er sich gemeinsam mit Erich Scheck dem Thema Fußball gewidmet: Was für ein Tag – 366 Kalendergeschichten rund um den Fußball.

## Veröffentlichungen
- Was für ein Tag – 366 Kalendergeschichten rund um den Fußball. BoD-Verlag, 2015, ISBN 9783735779519.